# Franz Ferdinand (album)
A 2004-es Franz Ferdinand a Franz Ferdinand debütáló nagylemeze. A brit albumlistán a harmadik helyig jutott, három kislemeze lett Top 10-es: a Take Me Out, a This Fire és a The Dark of the Matinée. Ausztráliában a 12. helyig jutott az albumlistán, a Billboard 200-on 2004 decemberében érte el a 32. helyet, a Billboard Heatseeker listáját pedig vezette. Az albumot 2004-ben Mercury Prize-zal díjazták.
Szerepel az 1001 lemez, amit hallanod kell, mielőtt meghalsz című könyvben.

## Az album dalai
|     | Cím                     | Szerző(k)                               | Hossz |
| --- | ----------------------- | --------------------------------------- | ----- |
| 1.  | Jacqueline              | Alex Kapranos, Nick McCarthy, Bob Hardy | 3:49  |
| 2.  | Tell Her Tonight        | Kapranos, McCarthy                      | 2:17  |
| 3.  | Take Me Out             | Kapranos, McCarthy                      | 3:57  |
| 4.  | The Dark of the Matinée | Kapranos, McCarthy, Bob Hardy           | 4:03  |
| 5.  | Auf Achse               | Kapranos, McCarthy                      | 4:19  |
| 6.  | Cheating on You         | Kapranos, McCarthy                      | 2:36  |
| 7.  | This Fire               | Kapranos, McCarthy                      | 4:14  |
| 8.  | Darts of Pleasure       | Kapranos, McCarthy                      | 2:59  |
| 9.  | Michael                 | Kapranos, McCarthy                      | 3:21  |
| 10. | Come On Home            | Kapranos, McCarthy                      | 3:46  |
| 11. | 40'                     | Kapranos, McCarthy                      | 3:24  |

## Közreműködők
- Alex Kapranos – szólógitár, ének (csak refrén és bridge a Tell Her Tonight-ot)
- Nick McCarthy – ritmusgitár, vokál, billentyűk; ének a Tell Her Tonight-on (verse)
- Bob Hardy – basszusgitár
- Paul Thomson – dob, ütőhangszerek, háttérvokál
- Daniela Demeo – háttérvokál, harsona

## Fordítás
Ez a szócikk részben vagy egészben a Franz Ferdinand (album) című angol Wikipédia-szócikk ezen változatának fordításán alapul.  Az eredeti cikk szerkesztőit annak laptörténete sorolja fel. Ez a jelzés csupán a megfogalmazás eredetét és a szerzői jogokat jelzi, nem szolgál a cikkben szereplő információk forrásmegjelöléseként.